# Talassaari (ö i Norra Karelen, Joensuu, lat 63,09, long 31,18)
Talassaari är en ö i Finland. Den ligger i sjön Iso Kivijärvi och i kommunen Ilomants i den ekonomiska regionen  Joensuu ekonomiska region  och landskapet Norra Karelen, i den östra delen av landet, 500 km nordost om huvudstaden Helsingfors. Öns area är 0,1 hektar och dess största längd är 60 meter i nord-sydlig riktning.